# Jasminum
Jasminum L. è un genere di piante appartenente alla famiglia Oleaceae.
Comprende circa 200 specie arbustive e rampicanti alte fino a 4-6 metri, tra cui le più note e coltivate come piante ornamentali sono il Gelsomino comune, il Gelsomino di Spagna, il Gelsomino trifogliato e il Gelsomino marzolino; specie più rustiche, a fiore giallo e fioritura a fine inverno sui rami nudi, sono il Gelsomino di san Giuseppe e il Gelsomino primulino.
I fiori sono comunemente piccoli e di colore bianco, però esistono anche specie i cui fiori hanno sfumature di rosa sulla pagina inferiore dei petali (p.es. Jasminum polyanthum) e altre i cui fiori sono interamente gialli (p.es. Jasminum fruticans).
Con il termine gelsomino ci si può riferire anche a piante di altre famiglie e generi quali:
- gelsomino rampicante o gelsomino sempreverde, detto anche "falso gelsomino": Trachelospermum jasminoides
- gelsomino notturno (Cestrum nocturnum): della famiglia delle Solanaceae

## Alcune specie
Le specie più commercializzate sono:
- Jasminum officinale; originario dell'Iran, della Cina e dell'India; noto come 'gelsomino comune', pianta rampicante con piccoli fiori bianchi, con un odore caratteristico, resiste bene al gelo e in alcune zone dell'Italia, si trova rinselvatichito allo stato spontaneo.
- Jasminum grandiflorum originario del Nepal e noto come 'gelsomino di Spagna' (Catalugno) o 'gelsomino di Sicilia'[2] a foglie persistenti e fiori grandi che sbocciano dalla primavera all'autunno, e nelle regioni a clima mite anche d'inverno, è una pianta rampicante poco rustica, adatta a climi miti, dove viene utilizzata per ricoprire pergole, muri e recinzioni.
- Jasminum azoricum, noto come 'gelsomino trifogliato', viene utilizzato come pianta ornamentale per ricoprire pergole, muri e recinzioni.
- Jasminum polyanthum, originario della Cina, noto come 'gelsomino bianco', pianta rampicante vigorosa e rustica, alta fino a 6 m se coltivato in piena terra, che d'inverno e in primavera produce numerosi grappoli di fiori bianchi esternamente rosati, profumati.
- Jasminum nudiflorum (gelsomino di San Giuseppe)[3] e il Jasminum primulinum originari della Cina, a fiori gialli non profumati, piante sarmentose, dalle lunghe ramificazioni pendule, con fiori ascellari che sbocciano a fine inverno inizio primavera.
- Jasminum sambac, noto come 'gelsomino d'Arabia', può raggiungere i 3–4 m di altezza. Fiorisce dall'inizio dell'estate fino all'inizio dell'autunno (giugno-ottobre), producendo numerosissimi fiori bianchi particolarmente profumati.

## Uso

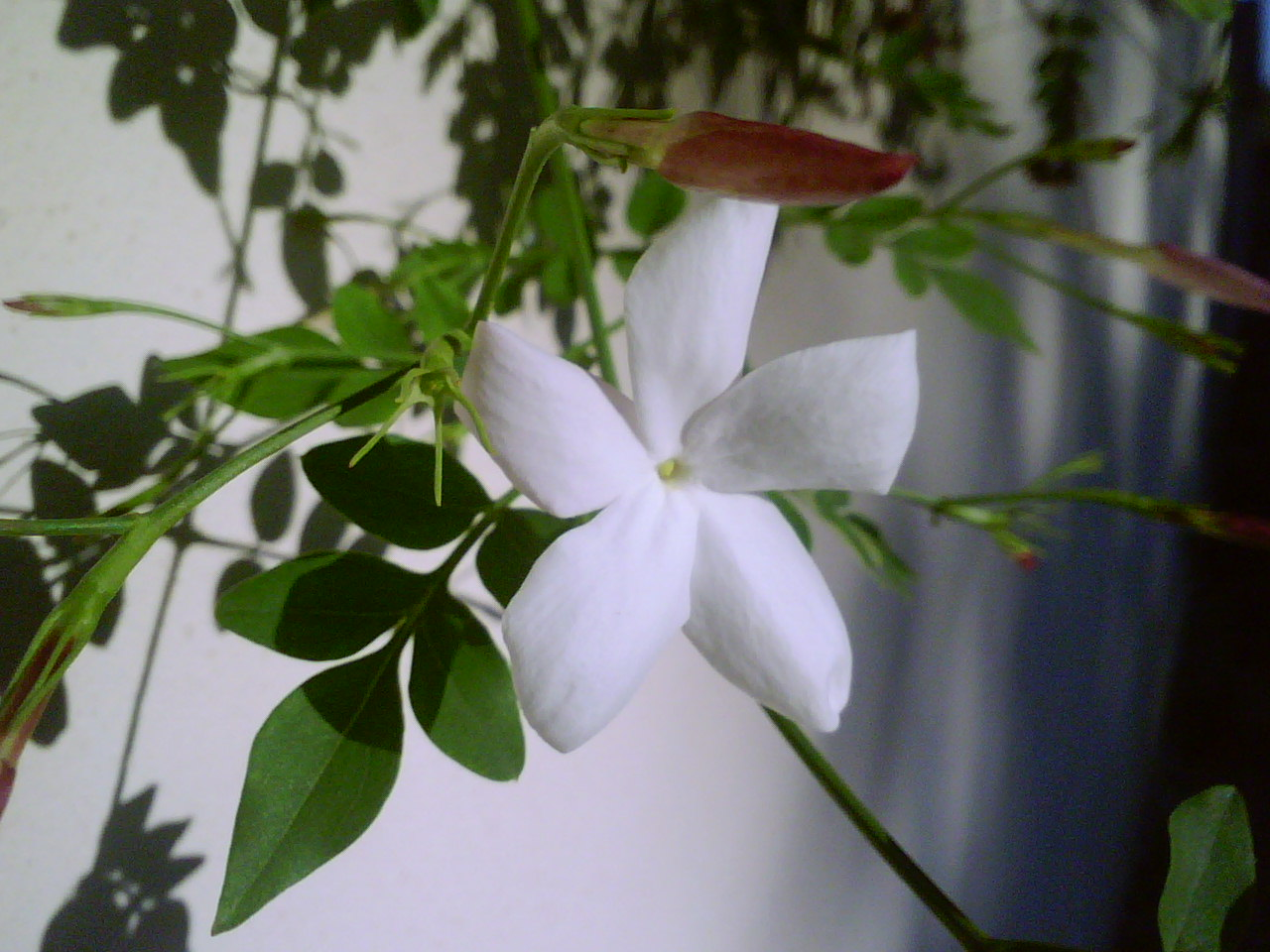
Fiore

Oggi il genere Jasminum è utilizzato a scopi ornamentali, in piena terra nei giardini, come arbusti isolati o per rivestire muri, recinzioni e pergolati. 
Un tempo si credeva avesse innumerevoli virtù officinali. Il famoso olio di gelsomino, che i Persiani offrivano agli invitati nei banchetti, si arricchisce da Dioscoride a Linneo d'una quantità di potenzialità terapeutiche legate alla sessualità. Per quanto lo Jasminum officinalis d'origine persiana fosse noto anche agli antichi Greci e Romani, il primo a coltivarlo davvero in Italia fu Cosimo I de Medici, che naturalmente ne aveva proibito la diffusione fuori dai giardini granducali; l'Inghilterra dovrà addirittura aspettare il 1730, quando riceverà una pianta dal Malabar.

Nel frattempo si era diffuso anche Jasminum sambac di più facile coltura, che resta tranquillamente all'aperto nelle zone temperate. Ecco dunque coltivazioni industriali in Calabria e Sicilia (se ne ricavano profumi) e una discreta presenza in tanti altri giardini italiani.
Nel trapanese è tradizionalmente utilizzato in infuso per una delicata granita, chiamata Scursunera, inserita tra i prodotti agroalimentari tradizionali.

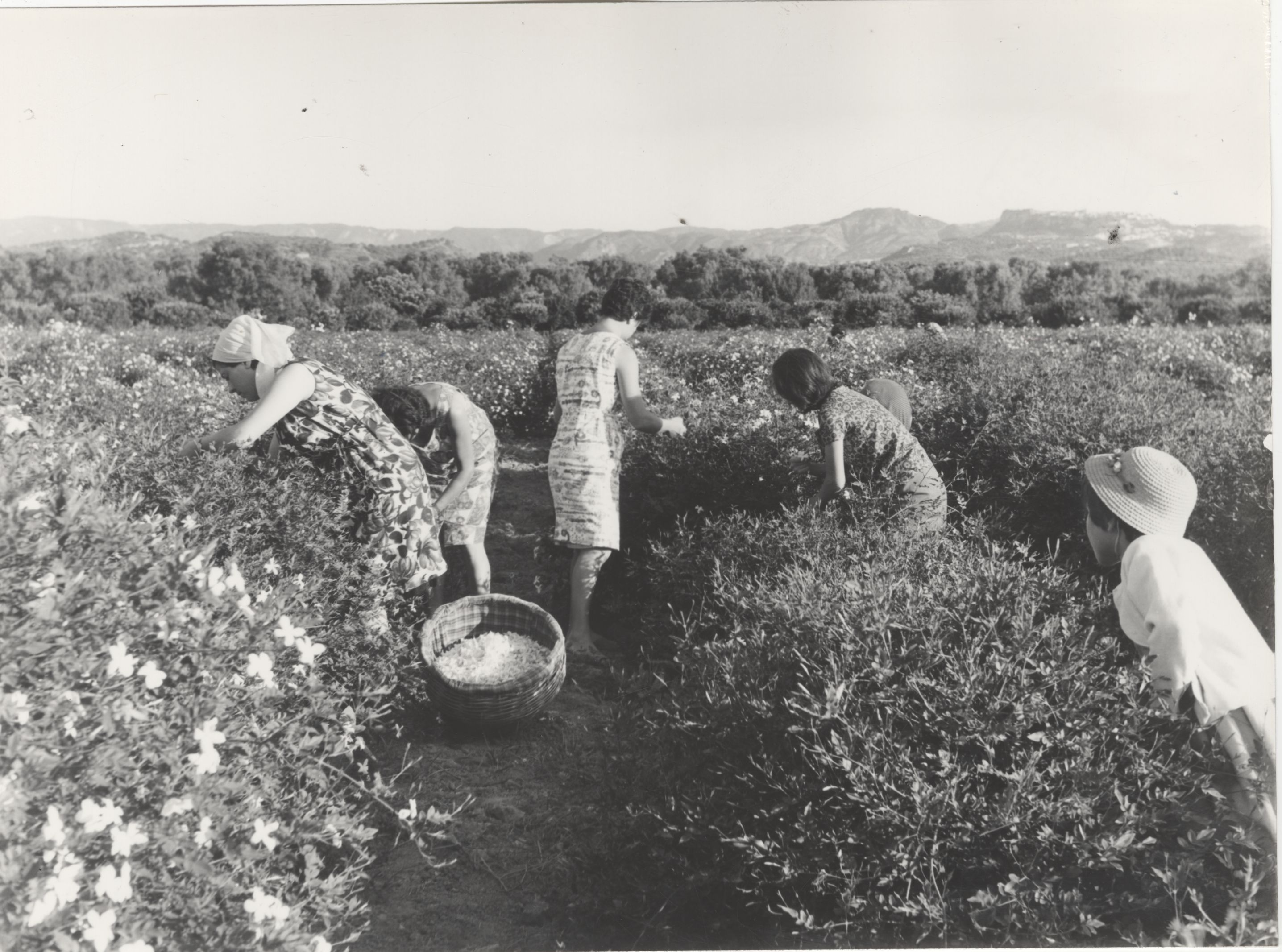
Raccolta dei fiori di gelsomino. Reggio Calabria, 1965

## Metodi di coltivazione
Pur essendo piante rustiche preferiscono posizioni soleggiate, clima fresco e devono essere coltivate in vaso nelle zone a clima sfavorevole; richiedono terreno di medio impasto, sciolto e ben concimato nella bella stagione fino all'autunno e la somministrazione mensile di un fertilizzante liquido.
Nelle regioni a clima invernale rigido le specie meno rustiche vengono coltivate in vaso con appositi sostegni circolari, assumendo la forma di piccolo cespuglio alto circa 1 m, utilizzato per decorare terrazzi o appartamenti.
Per i soggetti coltivati in vaso, bisogna rinvasare o negli esemplari più grandi interrare nuovamente in primavera, utilizzando terriccio universale; nella bella stagione si giovano dell'esposizione all'aperto.
La moltiplicazione avviene facilmente per mezzo di talea e propaggine, grazie al rapido radicamento.